# 穆木天
穆木天（1900年—1971年），原名穆敬熙，吉林伊通人，中国现代诗人、翻译家。

## 生平
1918年畢業於南開中學。1926年畢業於日本東京大學。1921年参加创造社。1931年加入左联。1952年加入中国作家协会。

## 主要作品
- 《旅心》(1927)
- 《流亡者之歌》(1937)
- 《新的旅途》(1942)